# Rudolph E. Schirmer
Rudolph E. Schirmer (Nova York, 22 de juliol de 1859 - ibídem, 20 d'agost de 1919), fou un editor musical novaiorquès.
El 1866 va començar a treballar a G. Schirmer Inc., l'editorial fundada pel seu pare, Gustav Schirmer, fill d'un immigrant alemany als Estats Units. Quan va morir el seu únic germà Gustave, va assumir les seves responsabilitats a l'empresa, un fet que va derivar en un empitjorament de la salut degut a les tensions que va patir. Tot i mantenir el control sobre el negoci, va començar a traspassar part de l'activitat directa al seu nebot, Gustave Schirmer.
L'editorial feia la funció de promotor musical, en comprar els drets de la producció artística en exclusiva i per avançat, finançant l'activitat de l'artista. Aquest va ser el cas d'Enric Granados a qui, el setembre de 1913, Rudolph Schirmer li va fer un contracte de producció per dos anys, pel qual Granados guanyava 6.000 francs anuals a compta dels royalties de la música que produís en aquest període.
Va crear la revista The Musical Quarterly (1915) on acostumava a escriure articles sobre música basat en la seva experiència personal amb els músics que tractava en la seva vessant d'editor i promotor musical. va ser director de l'Oratorio Society, i de la New York Symphony Society. També va ser un mecenes d'institucions culturals i va donar el fons bibliogràfic de música creat per G. Schirmer Inc. a l'Institute of Musical Art de Nova York, del qual va ser administrador; d'igual forma, el 1918 va donar a la ciutat de Santa Barbara una selecció d'obres de la seva biblioteca particular en memòria de la seva filla morta aquell any.